# Pseudochorisodontium setschwanicum
Pseudochorisodontium setschwanicum là một loài Rêu trong họ Dicranaceae. Loài này được (Broth.) C. Gao et al. miêu tả khoa học đầu tiên năm 1999.